# Dušan Simović
Dušan Simović (v srbské cyrilici Душан Симовић; 28. října 1882, Kragujevac – 26. září 1962, Bělehrad) byl jugoslávský generál a exilový premiér.

## Životopis
V mládí se Simović zajímal o vojenství. V roce 1900 dokončil studia na vojenské akademii v Bělehradě a vstoupil do řad srbské armády. Účastnil se první i druhé balkánské války. Během první světové války bojoval na Soluňské frontě. Ve všech těchto konfliktech věnoval velkou pozornost rodícímu se vojenskému letectví a především technikám protivzdušné obrany. Po vzniku státu Slovinců, Chorvatů a Srbů byl zástupcem srbské vlády pro místní sněm, který sídlil v Záhřebu. V letech 1936 - 1938 byl vrchním velitelem ozbrojených sil jugoslávské armády.
Po převratu 27. března 1941 ho král jmenoval premiérem země a opětovně i vrchním velitelem ozbrojených sil. Byl ostře proti případnému spojenectví s fašistickými zeměmi a dokonce pohrozil králi Petru II., že pokud vláda spojenectví přijme, nařídí letectvu aby bombardovalo královský palác. I přesto, že předchozí vláda podepsala ve Vídni s Německem dohodu a nová vláda Dušana Simoviće vzkázala, že ji bude akceptovat, byla Jugoslávie na začátku dubna 1941 Německem, Bulharskem a Maďarskem nakonec napadena. Během tzv. dubnové války nebylo jugoslávské vojsko schopné invazní síly zastavit, či alespoň zpomalit. Navíc se v armádě zhroutila komunikace; Simović vydával rozkazy neexistujícím jednotkám a ani neměl informace o tom, kam se momentálně posouvá fronta. Poslední zasedání vlády, kterého se Simović účastnil, se konalo 13. dubna 1941 v Nikšići, téhož dne pak vláda opustila zemi. Novým vrchním velitelem vojsk se stal na Simovićův návrh Danilo Kalafatović, který byl rovněž pověřen vyjednáváním s Německem o případném příměří, které mělo být ustanoveno podle francouzského vzoru.

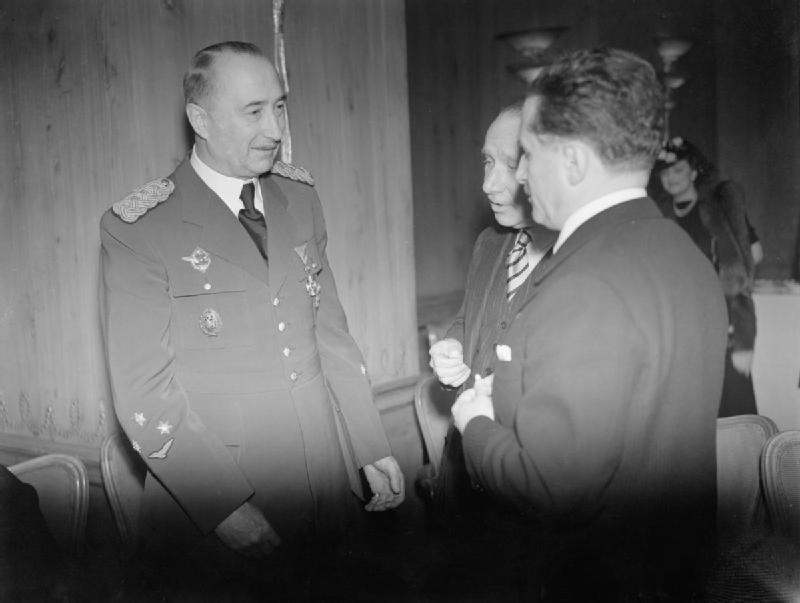
Dušan Simović v roce 1942 v londýnském exilu

Předsedou jugoslávské exilové vlády byl Simović až do 11. ledna 1942, ho nahradil Slobodan Jovanović. Po skončení druhé světové války se Simović vrátil do vlasti a byl jedním ze svědků soudu s Dragoljubem Mihajlovićem. Poté, co se komunisté chopili moci z veřejného života odešel[zdroj?], žil v Bělehradu a věnoval se psaní knih.